# ヘレン・メンケン
ヘレン・メンケン（Helen Menken、 1901年12月12日 - 1966年3月27日）は、アメリカ合衆国の女優。ニューヨーク州ニューヨーク出身。俳優ハンフリー・ボガートと結婚していた。